# شتودتلن
شتودتلن (به آلمانی: Stödtlen) یک شهر در آلمان است که در استالبکرایس واقع شده‌است. شتودتلن ۱٬۹۹۸ نفر جمعیت دارد.